# ایمورائوتواآم
ایمورائوتواآم (روسی: Иомраутваам) یک رودخانه در ناحیه خودگردان چوکوتکای کشور روسیه است.